# Mordellistena sparsa
Mordellistena sparsa är en skalbaggsart som beskrevs av Champion 1891. Mordellistena sparsa ingår i släktet Mordellistena och familjen tornbaggar. Inga underarter finns listade i Catalogue of Life.